# Maula
Maula (em árabe: مَوْلَى‎; romaniz.: Mawlā), no plural mauali (em árabe: مَوَالِي; romaniz.: mawālī), é um termo árabe polissêmico, que variou em períodos e contextos diferentes. No tempo do profeta Maomé, aplicava-se a qualquer forma de associação tribal, enquanto que no Alcorão e hádices foi utilizado no sentido de "senhor", "guardião", "ajudante" e "administrador". Após a morte de Maomé, o termo foi adaptada pelo Califado Omíada para designar os muçulmanos não árabes.